# Lee Yang
Lee Yang (Taipei, 12 agosto 1995) è un giocatore di badminton taiwanese, vincitore della medaglia d'oro ai Giochi olimpici di Tokyo 2020 nel doppio.

## Palmarès
- Giochi olimpici

Tokyo 2020: oro nel doppio.